# ليو وودال
ليو فنسنت وودال (بالإنجليزية: Leo Vincent Woodall)‏، من مواليد 14 سبتمبر 1996 في هامرسميث، هو ممثل بريطاني. اشتهر بأدواره في الموسم الثاني من مسلسل إتش بي أو اللوتس الأبيض (2022).
تخرج بدرجة بكالوريوس الآداب في التمثيل من مدرسة الفنون التربوية في عام 2019.

## روابط خارجية
- ليو وودال على موقع IMDb (الإنجليزية)
- ليو وودال على موقع ألو سيني (الفرنسية)
- ليو وودال على موقع قاعدة بيانات الفيلم (الإنجليزية)